# Jan Thoresen
Jan Thoresen (* 1. Dezember 1968 in Oslo) ist ein norwegischer Curler. 
Sein internationales Debüt hatte Thoresen bei der Juniorenweltmeisterschaft 1997 in Karuizawa, wo er eine Bronzemedaille gewann. 
Thoresen spielte als Third der norwegischen Mannschaft bei den XVIII. Olympischen Winterspielen in Nagano im Curling. Die Mannschaft von Skip Eigil Ramsfjell gewann die olympische Bronzemedaille nach einem 9:4-Sieg im Spiel um den 3. Platz gegen die USA um Skip Tim Somerville.

## Erfolge
- 3. Platz Olympische Winterspiele 1998
- 3. Platz Weltmeisterschaft 2006
- 3. Platz Europameisterschaft 1995
- 3. Platz Juniorenweltmeisterschaft 1997